# Najmowo
Najmowo [najˈmɔvɔ] (en alemán: Naime) es un pueblo en el distrito administrativo de Gmina Zbiczno, dentro del distrito de Brodnica, voivodato de Cuyavia y Pomerania, en el norte de Polonia central. Se encuentra aproximadamente a 4 kilómetros del suroeste de Zbiczno, a 9 kilómetros del noroeste de Brodnica, y a 58 kilómetros del noreste de Toruń.
Najmowo tiene una población de 450 habitantes.